# 大棟布羅瓦湖
53°26′16″N 20°3′0″E / 53.43778°N 20.05000°E

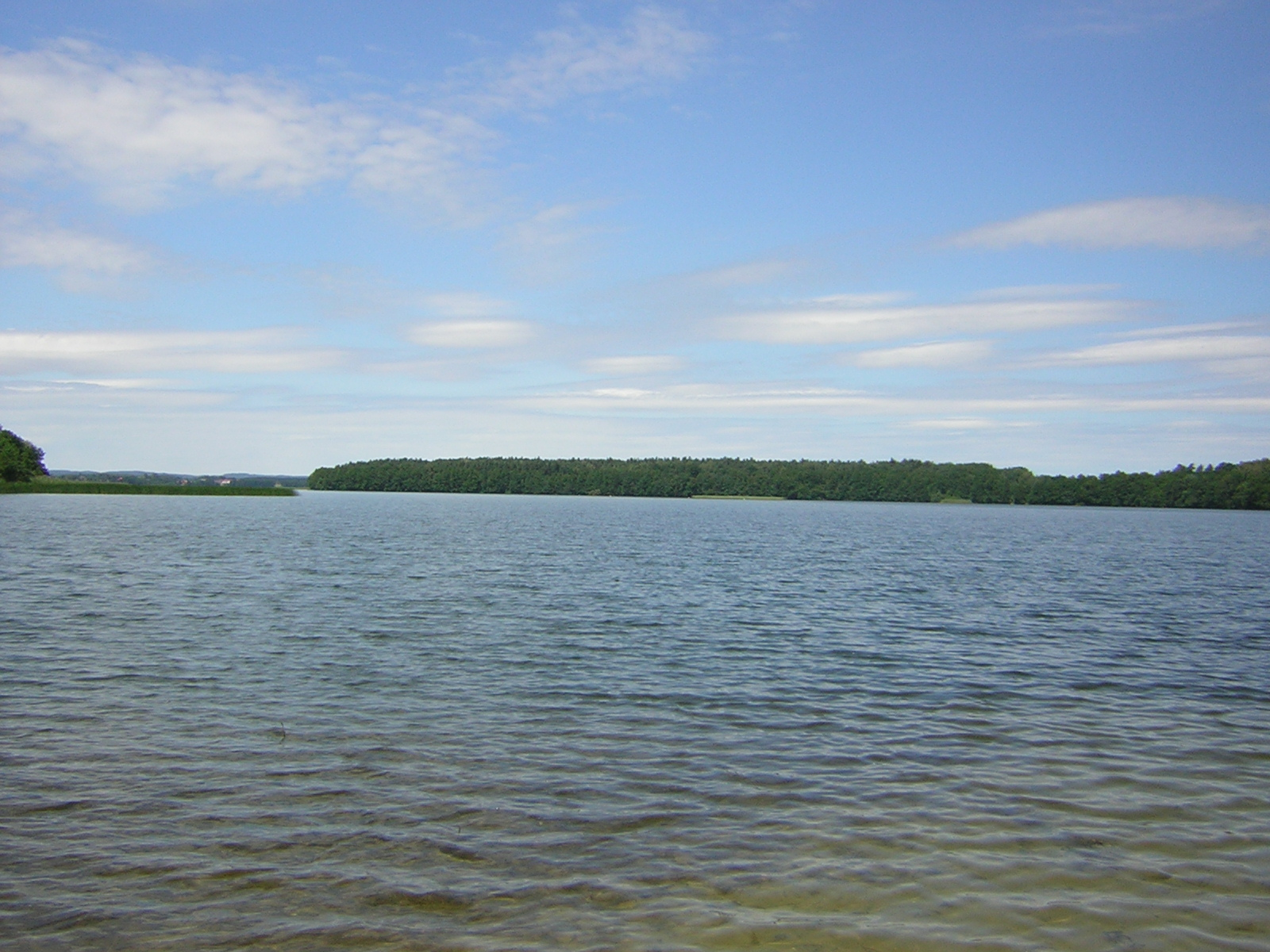

大棟布羅瓦湖是波蘭的湖泊，位於該國東北部，處於瓦爾米亞-馬祖里省，長6.4公里、寬1.4公里，面積6.2平方公里，平均水深8米，最大水深35米。